# Đề án Hỗ trợ khởi nghiệp sáng tạo quốc gia
Đề án "Hỗ trợ hệ sinh thái khởi nghiệp Đổi mới sáng tạo quốc gia đến năm 2025"(gọi tắt là đề án 844) - ISEV được Thủ tướng Chính phủ phê duyệt theo Quyết định 844/QĐ-TTg ngày 18/5/2016 đánh dấu động thái cụ thể của Chính phủ để phát triển hệ sinh thái khởi nghiệp Đổi mới sáng tạo (ĐMST).
Đề án 844 có mục tiêu tạo lập môi trường thuận lợi để thúc đẩy, hỗ trợ quá trình hình thành và phát triển loại hình doanh nghiệp có khả năng tăng trưởng nhanh dựa trên khai thác tài sản trí tuệ, công nghệ, mô hình kinh doanh mới; Khẩn trương hoàn thiện hệ thống pháp lý hỗ trợ khởi nghiệp đổi mới sáng tạo; Thiết lập được Cổng thông tin khởi nghiệp đổi mới sáng tạo quốc gia.
Theo thống kê của vietnaminsider.vn, Việt Nam năm 2016 có khoảng 3.000 Doanh nghiệp khởi nghiệp Đổi mới sáng tạo. Con số này tăng hơn 7 lần so với năm 2012 (400 doanh nghiệp). Có thể nói, với sự chỉ đạo quyết liệt của Đảng, Nhà nước, sự vào cuộc tích cực của các Bộ, ngành, địa phương đã và đang góp phần giúp hệ sinh thái khởi nghiệp ĐMST tại Việt Nam phát triển mạnh mẽ.
Thủ tướng Chính phủ phê duyệt Đề án "Hỗ trợ hệ sinh thái khởi nghiệp ĐMST quốc gia đến năm 2025" - ISEV được theo Quyết định 844/QĐ-TTg ngày 18/5/2016 đánh dấu động thái cụ thể của Chính phủ để phát triển hệ sinh thái khởi nghiệp ĐMST.
Số lượng và chất lượng của các doanh nghiệp khởi nghiệp sáng tạo ngày càng tăng cao. Hoạt động khởi nghiệp, hỗ trợ và đầu tư cho khởi nghiệp sáng tạo cũng có những bước tiến đáng kể trong năm 2018. Hành lang pháp lý đang dần được hình thành và hoàn thiện. Hệ sinh thái khởi nghiệp sáng tạo tại Việt Nam, vì thế, đã và đang thu hút nhiều sự quan tâm của cả cộng đồng khởi nghiệp trong nước và quốc tế. Các liên kết, hợp tác, tìm kiếm đầu tư liên tục được tăng cường triển khai trong suốt năm 2018. Các thương vụ đầu tư trị giá hàng chục triệu đô-la đã và đang là những điểm sáng lớn, nâng cao vị thế của thị trường đầu tư khởi nghiệp sáng tạo tại Việt Nam. 
Năm 2018, các hoạt động hỗ trợ, thúc đẩy khởi nghiệp sáng tạo trong cả nước có sự tăng trưởng cao và bài bản hơn so với những năm trước. Số lượng các tổ chức hỗ trợ khởi nghiệp có sự tăng trưởng ở cả khu vực tư nhân lẫn khu vực công lập, hoạt động tích cực trong tìm kiếm các doanh nghiệp để hỗ trợ, đầu tư.
Bên cạnh các quỹ đầu tư nước ngoài có hoạt động tích cực tại Việt Nam đã có những quỹ đầu tư thành lập trong nước, đồng thời, một số tập đoàn lớn cũng đã tham gia đầu tư cho khởi nghiệp tại Việt Nam. Cùng với sự bùng nổ của cơ sở vật chất dành cho khởi nghiệp sáng tạo, đặc biệt là các khu làm việc chung (co-working space), nhân lực hỗ trợ khởi nghiệp ở Việt Nam đã bước đầu hình thành, hoạt động và có sự liên kết cao của các huấn luyện viên, cố vấn khởi nghiệp chuyên nghiệp. 
Từ phía cơ quan quản lý, các Bộ, ngành, địa phương, tổ chức chính trị - xã hội cũng tiếp tục tăng cường hỗ trợ, kết nối, đổi mới phương thức làm việc, phương thức hỗ trợ. Điển hình có thể kể tới một số sáng kiến như: Cổng thông tin Khởi nghiệp đổi mới sáng tạo quốc gia do Bộ Khoa học và Công nghệ xây dựng và vận hành, Cổng thông tin khởi nghiệp StartupCity.vn của UBND TP. Hà Nội; Tuần lễ khởi nghiệp và đổi mới sáng tạo (WHISE) do UBND Thành phố Hồ Chí Minh tổ chức;...
Cụ thể:

## Hoạt động đào tạo
Sau 3 năm tiến hành tiếp nhận hồ sơ của các tổ chức tham gia thực hiện các nhiệm vụ đặt hàng đã tuyển chọn để đưa vào triển khai 31 nhiệm vụ thuộc Nhóm nhiệm vụ đào tạo, nâng cao năng lực cho Khởi nghiệp ĐMST trong đó có 06 nhiệm vụ năm 2017, 13 nhiệm vụ năm 2018 và 12 nhiệm vụ năm 2019, giao cho các đối tác có năng lực, có kinh nghiệm triển khai các hoạt động đào tạo, tư vấn.
Tính đến năm 2019, Đề án 844 đã hỗ trợ tổ chức 244 khóa đào tạo, tập huấn về khởi nghiệp đổi mới sáng tạo cho hơn 23000 người nằm trong chủ thể hệ sinh thái khởi nghiệp. Trong đó, 02 đối tượng được Đề án 844 hỗ trợ đào tạo trọng tâm một là nhóm cá nhân, doanh nghiệp khởi nghiệp (chiếm 36% tổng số khóa đào tạo) và hai là cán bộ quản lý địa phương, các tổ chức chính trị - xã hội, cơ sở giáo dục, ươm tạo khởi nghiệp,...(chiếm 30% tổng số khóa đào tạo) nhằm nâng cao tư duy khởi nghiệp cho các cấp quản lý từ đó có những chính sách, những hành động thiết thực mang lại môi trường lý tưởng cho các doanh nghiệp khởi nghiệp đổi mới sáng tạo tại Việt Nam phát triển.
Để lựa chọn các đơn vị thực hiện nhiệm vụ, ngoài việc đánh giá năng lực của các đơn vị còn xem xét đến mức độ lan tỏa của các hoạt động dự kiến triển khai. Tiêu biểu như nhiệm vụ đào tạo cán bộ quản lý năm 2019 do BK-Holdings liên danh với trường Đại học kinh tế quốc dân và đại học quốc gia Hà Nội, mặc dù Đề án 844 chỉ hỗ trợ tổ chức 04 khóa đào tạo cho 120 cán bộ quản lý địa phương, trường học, nhưng kết quả không dừng lại ở đó, từ 120 cán bộ được đào tạo sẽ thúc đẩy hoạt động và tăng tính liên kết của 10 – 12 vườn ươm tại các địa phương, trường đại học; và từ 10 – 12 vườn ươm được hỗ trợ nâng cao năng lực sẽ thúc đẩy hình thành 100 – 120 nhóm startup. Hay như Trung tâm nghiên cứu kinh doanh và hỗ trợ khởi nghiệp (BSA) đã  tổ chức 11 khóa huấn luyện nâng cao về khởi nghiệp tại các tỉnh phía Nam đồng thời tổ chức các cuộc thi về khởi nghiệp ĐMST với quan điểm cuộc thi gắn liền với đào tạo nhằm đem lại sự hiệu quả và thực chất.
Với triết lý nâng cao năng lực khởi nghiệp ngay từ những bước đi ban đầu, đặc biệt là lĩnh vực khoa học công nghệ - kĩ thuật, Đề án 844 chú trọng hỗ trợ tổ chức khóa đào tạo nhằm thúc đẩy tinh thần, kỹ năng khởi nghiệp của các sinh viên, hướng sinh viên đến câu chuyện khởi nghiệp công nghệ. Đại học Quốc gia Hà Nội cụ thể là Trường Đại học Công nghệ sẽ kết hợp chặt chẽ với công ty cổ phần đầu tư Velocity Ventures Việt Nam cùng với các chuyên gia Topica Founder Institute (TFI), và các chuyên gia đến từ hệ sinh thái khởi nghiệp trong nước nỗ lực xây dựng một mô hình chương trình đào tạo nâng cao, tăng tốc khởi nghiệp gắn liền với trường đại học phù hợp với bối cảnh của Việt Nam (University - based Accelerator Program) nhằm tạo nguồn "tiềm năng" công nghệ có chất lượng đồng thời tổ chức thành công ngày hội Demoday, trong đó tối thiểu 10% các nhóm tham gia nhận được đề xuất đầu tư với tổng số tiền 50.000 USD từ nhà đầu tư.
Để đáp ứng yêu cầu lan toả các giá trị, gia tăng tính bền vững cho đề án thì việc đào tạo đội ngũ giảng viên, cố vấn viên/huấn luyện viên khởi nghiệp đổi mới sáng tạo cần liên tục được tiến hành, bồi dưỡng kiến thức, kinh nghiệm thực tiễn để đi đào tạo tiếp theo. Chính vì vậy, Đề án 844 luôn chú trọng tạo cơ hội, môi trường cho các các nhân hỗ trợ khởi nghiệp được tăng cường cọ xát thực tiễn, nắm bắt nhu cầu đa dạng của các nhà khởi sự doanh nghiệp tiềm năng, cải tiến chương trình và phương pháp đào tạo linh hoạt và đáp ứng nhu cầu người học bằng cách hỗ trợ tổ chức 33 khóa học lý thuyết, thực hành, buổi buổi tập huấn, trải nghiệm thực tế, ghép cặp giữa cá nhân hỗ trợ khởi nghiệp và nhóm cá nhân khởi nghiệp tiêu biểu như Đại học Quốc Gia Hà Nội đã tổ chức thành công 05 khóa đào tạo khởi nghiệp cho giảng viên và sinh viên, phụ trách lớp học là giảng viên từ chương trình IPP cùng các chuyên gia khởi nghiệp có uy tín đồng thời liên kết với Đại học Doublin (Inovation Academy, UCD Doublin – Ireland) tổ chức nhiều hội thảo, hoạt động tư vấn và đào tạo cho các nhóm khởi nghiệp của nhà trường;  BK Holdings đã tổ chức 06 khóa đào tạo cơ bản và 02 khóa đào tạo nâng cao về cố vấn khởi nghiệp. Tổng kết sau khóa học có 280 học viên tham gia, trên 80% học viên đánh giá tốt về chương trình, chương trình đã cập nhật những kiến thức, kỹ năng mới nhất về cố vấn khởi nghiệp cho học viên, giúp họ định nghĩa và phân biệt các khái niệm cơ bản đồng thời giúp học viên xây dựng được quy trình cố vấn và những nguyên tắc làm việc với mentee. Đồng thời, tổ chức 15 đợt nối cặp hàng tháng và 3 đợt nối cặp hàng quý cho các đối tượng là các cố vấn khởi nghiệp và doanh nghiệp khởi nghiệp ở các trường Đại học, các tổ chức thành viên của VMI, ở các Hiệp hội kinh doanh, cơ sở ươm tạo các đối tác liên kết trong đề án 844.
Ngoài ra, một chủ thể đóng vai trò khá quan trọng trong một hệ sinh thái khởi nghiệp đó là các nhà đầu tư cá nhân, bao gồm nhà đầu tư thiên thần và nhà đầu tư mạo hiểm, vì chính họ sẽ đầu tư và tư vấn cho các doanh nghiệp khởi nghiệp ĐMST trong thời gian còn non trẻ, trước khi các doanh nghiệp đạt được doanh thu, và gọi được các nguồn vốn đầu tư khác. Vì vậy, Đề án đã giao nhiệm vụ cho những đơn vị có năng lực như công ty TNHH MTV đầu tư và phát triển công nghệ Bách Khoa Hà Nội (BK-Holdings), công ty Color Pencils, Trung tâm hỗ trợ thanh niên khởi nghiệp (BSSC) tổ chức 12 khóa đào tạo nhằm nâng cao năng lực đầu tư của 300 cá nhân, nâng cao kiến thức về tài chính, gọi vốn đầu tư và chiến lược tăng trưởng cho doanh nghiệp khởi nghiệp, thúc đẩy liên kết và hoạt động tương tác giữa nhà đầu tư, nhà tư vấn doanh nghiệp khởi nghiệp nhằm tăng số lượng và chất lượng các thương vụ đầu tư cho doanh nghiệp khởi nghiệp tại Việt nam.
Nhiều sổ tay, hướng dẫn đã được một số đơn vị xây dựng như tài liệu "Hướng dẫn Thực hành Đầu tư cá nhân" và "Hướng dẫn Thực hành Cố vấn Khởi nghiệp" của BK-Holding; sổ tay hỏi đáp về vấn đề pháp lý - kế toán mà các doanh nghiệp sáng tạo thường xuyên gặp phải của Công ty Cổ phần Phát triển UP; bộ quy chuẩn về hoạt động gọi vốn cộng đồng FundingVN của BSSC; bộ cẩm nang dành cho cá nhân quản lý, vận hành tổ chức hỗ trợ và tổ chức đầu tư vốn cho Khởi nghiệp sáng tạo của DNES. Trong đó, nhiều trường Đại học trọng điểm như trường Đại học Quốc gia Hà Nội, Đại học Vinh, Đại học Huế,… đã tổ chức điều tra nhu cầu nâng cao nhận thức về Khởi nghiệp sáng tạo của 1000 cá nhân trong nhà trường, từ đó nghiên cứu xây dựng giáo trình môn học về KNST, kiến nghị bổ sung vào chương trình đào tạo của trường.

## Hoạt động truyền thông
Tính đến nay, Đề án 844 đã lựa chọn 13 dự án truyền thông. Đặc biệt là năm 2019, Bộ Khoa học và Công nghệ Việt Nam tập trung đẩy mạnh công tác truyền thông về hệ sinh thái đối mới sáng tạo theo nhiều phương thức mới được phát sóng trên các kênh truyền hình, phát thanh quốc gia, báo chí (VTV, VOV, Thông tấn xã Việt Nam, Quốc hội, Thời báo kinh tế Việt Nam, Báo đầu tư, Báo Tiền phong, Báo Công Thương, Báo Diễn đàn doanh nghiệp,…) nhằm truyền thông quảng bá các điển hình khởi nghiệp, hỗ trợ khởi nghiệp; Truyền thông mối quan hệ tương hỗ giữa doanh nghiệp lớn, quỹ đầu tư mạo hiểm, nhà đầu tư thiên thần và các doanh nghiệp khởi nghiệp ĐMST; truyền thông nhằm thu hút nguồn lực đầu tư trong nước và quốc tế; đồng thời phối hợp với Bộ Tư pháp xây dựng tờ rơi, sổ tay về pháp lý khởi nghiệp trong 08 lĩnh vực, xây dựng video/ animation trình bày nội dung pháp lý dễ hiểu và dự kiến phát sóng chuyên đề "Pháp luật và doanh nghiệp khởi nghiệp" trên VOV, VTV…
Một số dự án tiêu biểu như Lễ vinh danh Startup Việt 2018 được tổ chức bởi Báo điện tử VnExpress dưới sự chỉ đạo của Bộ Khoa học và Công nghệ đã thu hút 400 hồ sơ đăng ký; Ban Khoa giáo – Đài Truyền hình Việt Nam với chương trình "Khởi nghiệp đổi mới sáng tạo" trong lĩnh vực nông nghiệp và y tế dự kiến sẽ được phát sóng trên VTV2; Trung tâm dịch vụ tổng hợp – BQL khu CNC Hoà Lạc với "Hành trình khám phá những miền đất khởi nghiệp" dành cho phóng viên tại  Hà Nội,  Hồ  Chí Minh, Đà  Nẵng. Các hoạt động truyền thông thuộc nhiệm vụ được triển khai mới mục tiêu lan toả hình ảnh về Hệ sinh thái Khởi nghiệp ĐMST Việt Nam không chỉ trong khu vực mà còn vươn tầm quốc tế, với hàng loạt bài đăng trên các tờ báo quốc tế uy tín như DealStreetAsia, ConnectechAsia, Woomentum và Scout Asia.

## Hoạt động liên kết

### Hoạt động kết nối thông qua tổ chức sự kiện
Với định hướng liên kết các tổ chức, các chuyên gia, nhà đầu tư quốc tế, thông qua nhiệm vụ thuộc Đề án 844, nhiều hoạt động, sự kiện đã và đang được triển khai với quy mô lớn như Trung tâm hỗ trợ thanh niên khởi nghiệp (BSSC) tổ chức Startup Day 2018 thành công với 200 gian hàng giới thiệu sản phẩm và các mô hình tiêu biểu tham gia thuyết trình trong đó 30 dự án khởi nghiệp trên toàn quốc cùng 20 dự án quốc tế nổi bật từ Anh, Thái Lan, Nhật Bản…; Cuộc thi Thử thách Việt Vietchallenge hàng năm là cuộc so tài giữa các doanh nghiệp khởi nghiệp trong nước và cộng đồng khởi nghiệp Việt Nam tại nước ngoài, năm 2019 dự kiến được tổ chức ở Hà Nội – TP.HCM – Boston Hoa Kỳ; Sự kiện công nghệ Vietnam Frontier Summit hướng tới thúc đẩy sự phát triển của hệ sinh thái công nghệ tiên phong trong nước, đưa Việt Nam trở thành vườn ươm công nghệ tại Đông Nam Á, sự kiện tập trung vào bốn mảng tiêu biểu của công nghệ tiên phong (frontier tech), bao gồm Artificial Intelligence (trí tuệ nhân tạo), Internet of Things (Internet vạn vật), Blockchain (Chuỗi khối) và Augmented Reality/Virtual Reality (Thực tế tăng cường/Thực tế ảo) cũng như việc áp dụng các công nghệ này vào thực tế. Ngoài ra, Ngày hội khởi nghiệp đổi mới sáng tạo quốc gia – Techfest Việt Nam hàng năm do Bộ Khoa học và công nghệ chủ trì ngày càng tăng về quy mô và chất lượng, đặc biệt chú trọng đến tính liên kết quốc tế, đưa doanh nghiệp khởi nghiệp qua nước ngoài để kết nối đầu tư và tìm hiểu phát triển thị trường quốc tế.

### Xây dựng mạng lưới khởi nghiệp
Trung Ương Đoàn TNCS Hồ Chí Minh là đơn vị có mạng lưới tri thức trẻ Việt Nam tại nước ngoài. Vì vậy trong năm 2019, Đề án 844 đã phối hợp và hỗ trợ Trung Ương Đoàn TNCS HCM với mục tiêu hình thành và thúc đẩy liên kết giữa cộng đồng khởi nghiệp sáng tạo trong nước và cộng đồng khởi nghiệp đổi mới sáng tạo quốc tế, đặc biệt là mạng lưới tri thức trẻ Việt Kiều, tạo kênh trao đổi giữa các trí thức trẻ đang sinh sống ở nước ngoài và các trí thức trẻ trong nước để thảo luận về tầm nhìn, sứ mệnh, vai trò và khả năng đóng góp của đội ngũ trí thức trẻ người Việt trong công cuộc kiến thiết và phát triển đất nước, thúc đẩy quá trình hội nhập kinh tế sâu rộng của Việt Nam với khu vực và toàn cầu. Đặc biệt, thảo luận và đề xuất các cơ chế thu hút, phát huy người tài một cách thiết thực, hiệu quả nhằm khuyến khích trí thức trẻ người Việt chủ động, nỗ lực cống hiến, đóng góp chất xám cho sự nghiệp đổi mới sáng tạo của đất nước. Chuỗi hoạt động dự kiến triển khai bao gồm: Tổ chức diễn đàn tri thức trẻ toàn cầu 2019, tổ chức ngày hội tìm kiếm cơ hội thực tập cho khởi nghiệp tại nước ngoài với sự tham gia của các tri thức trẻ Việt Nam tại Thung lũng Silicon, đưa 10 nhóm startup xuất sắc sang Silicon Valley nhằm tiếp cận nguồn vốn quốc tế…
Đề án 844 đã giao cho các đơn vị có năng lực triển khai hình thành mạng lưới cố vấn viên/ huấn luyện viên khởi nghiệp; mạng lưới nhà đầu tư mạo hiểm, nhà đầu tư thiên thần; mạng lưới cán bộ đầu mối hỗ trợ khởi nghiệp ĐMST tại các cơ quan ở Trung ương, địa phương, các tổ chức chính trị xã hội, cơ sở nghiên cứu đào tạo; mạng lưới các cá nhân, tổ chức cung cấp dịch vụ có uy tín cho doanh nghiệp KNST; mạng lưới các chuyên gia truyền thông cho khởi KNST. Trên cơ sở các mạng lưới được hình thành của giai đoạn đầu, giai đoạn tiếp theo Đề án 844 sẽ tập trung liên kết các mạng lưới nhằm tạo ra môi trường thuận lợi thúc đẩy phát triển KNST.

## Hoạt động nghiên cứu, đề xuất chính sách
Việc triển khai các nhiệm vụ nghiên cứu, đề xuất chính sách trong khuôn khổ Đề án 844 đã được tích cực thực hiện. Sau hơn 01 năm triển khai thực hiện, các đơn vị chủ trì đã hoàn thiện các nội dung nghiên cứu chuyên môn liên quan đến những vấn đề cơ bản về cơ chế thuế, tài chính đặc thù đối với tổ chức và cá nhân có hoạt động khởi nghiệp đổi mới sáng tạo hoặc đầu tư cho khởi nghiệp đổi mới sáng tạo. Trong đó, những đặc điểm cơ bản của tổ chức và cá nhân có hoạt động khởi nghiệp đổi mới sáng tạo hoặc đầu tư cho khởi nghiệp đổi mới sáng tạo đã được nghiên cứu, làm rõ. Đồng thời, các nghiên cứu trong khuôn khổ nhiệm vụ cũng đã chỉ ra những vấn đề cơ bản về cơ chế thuế, tài chính đặc thù đối với tổ chức và cá nhân có hoạt động khởi nghiệp đổi mới sáng tạo hoặc đầu tư cho khởi nghiệp đổi mới sáng tạo. Kết quả là, đã tích cực đóng góp ý kiến, đưa các nội dung liên quan quan trọng vào các văn bản pháp luật được xây dựng và ban hành trong năm 2018 như dự thảo Luật sửa đổi các Luật thuế, Luật đơn vị hành chính – kinh tế đặc biệt, dự thảo Luật Chứng khoán sửa đổi,...
Trong năm 2018, Bộ Khoa học và Công nghệ tiếp tục triển khai nhiệm vụ nghiên cứu chuyên sâu về chính sách, bắt đầu triển khai từ tháng 9 năm 2018 là "Nghiên cứu, đề xuất hoàn thiện cơ chế đặc thù hỗ trợ khởi nghiệp thí điểm tại các địa phương có nhu cầu và tiềm lực phát triển hoạt động khởi nghiệp sáng tạo", giao Trường Đại học Kinh tế - Luật chủ trì thực hiện.
Các tổ chức, đơn vị trung gian hỗ trợ khởi nghiệp đổi mới sáng tạo tham gia Đề án 844 sẽ trải qua 03 giai đoạn chính:

## Tham gia đề xuất nhiệm vụ
Hằng năm hoặc định kỳ, các tổ chức quan tâm xây dựng đề xuất nhiệm vụ theo thông báo kêu gọi nộp đề xuất nhiệm vụ được đăng tải trên Cổng Thông tin điện tử của Bộ Khoa học và Công nghệ (theo thời gian nhận đề xuất được công bố). Các đề xuất này là căn cứ xây dựng Danh mục nhiệm vụ hằng năm, định kỳ triển khai Đề án 844 theo năm kế hoạch và tiến độ thực hiện. Sau khi kết thúc việc nhận đề xuất nhiệm vụ từ các đơn vị, đơn vị quản lý nhiệm vụ có trách nhiệm rà soát sự trùng lặp, tổng hợp đề xuất nhiệm vụ, trình Bộ trưởng Bộ Khoa học và Công nghệ quyết định thành lập hội đồng tư vấn xác định nhiệm vụ theo nhóm nhiệm vụ. 
Các tổ chức, đơn vị theo dõi thông báo kêu gọi nộp đề xuất của Bộ Khoa học và Công nghệ và chủ động đề xuất các nhiệm vụ mà tổ chức nhận thấy cần thiết để phát triển hệ sinh thái tại thời điểm kêu gọi.

## Nộp hồ sơ thực hiện nhiệm vụ
Sau khi Danh mục nhiệm vụ hằng năm định kỳ được phê duyệt, đơn vị quản lý nhiệm vụ sẽ công bố Danh mục nhiệm vụ trên Cổng Thông tin điện tử của Bộ Khoa học và Công nghệ và Cổng Thông tin khởi nghiệp đổi mới sáng tạo quốc gia. Thời gian nộp hồ sơ và các cách thức nộp quy định cụ thể trong thông báo. Các tổ chức, đơn vị theo dõi danh mục này để nộp hồ sơ (bao gồm: thuyết minh, dự toán và các tài liệu chứng minh năng lực theo yêu cầu) về Bộ Khoa học và Công nghệ.

## Phê duyệt và triển khai
Bộ Khoa học và Công nghệ sẽ thành lập các hội đồng để đánh giá, phê duyệt hồ sơ của các đơn vị. Nếu như được phê duyệt các tổ chức, đơn vị sẽ được ký hợp đồng triển khai dưới sự theo dõi, đánh giá của Bộ Khoa học và Công nghệ.
Các nhiệm vụ được phê duyệt sẽ có thời gian triển khai trong vòng 12 tháng kể từ ngày ký.